# Bathypolypus
Bathypolypus is een geslacht van inktvissen uit de  familie van de Bathypolypodidae.

## Soorten
- Bathypolypus arcticus (Prosch, 1849)
- Bathypolypus bairdii (Verrill, 1873)
- Bathypolypus ergasticus (P. Fischer & H. Fischer, 1892)
- Bathypolypus pugniger Muus, 2002
- Bathypolypus rubrostictus Kaneko & Kubodera, 2008
- Bathypolypus sponsalis (P. Fischer & H. Fischer, 1892)
- Bathypolypus valdiviae (Thiele in Chun, 1915)

### Nomen dubium
- Bathypolypus obesus (Verrill, 1880)

### Synoniemen
- Bathypolypus faeroensis (Russell, 1909) => Bathypolypus arcticus (Prosch, 1849)
- Bathypolypus grimpei Robson, 1924 => Bathypolypus valdiviae (Thiele in Chun, 1915)
- Bathypolypus lentus (Verrill, 1880) => Bathypolypus bairdii (Verrill, 1873)
- Bathypolypus proschi Muus, 1962 => Bathypolypus bairdii (Verrill, 1873)
- Bathypolypus salebrosus (Sasaki, 1920) => Sasakiopus salebrosus (Sasaki, 1920)
- Bathypolypus sasakii Robson, 1927 => Bathypolypus arcticus (Prosch, 1849)